# Domino, de zoektocht
Domino, de zoektocht is een televisieprogramma van VTM, waarin wordt gezocht naar de mannelijke hoofdrolspeler voor de musical Domino. Het programma vertoont gelijkenissen met het format van de Op zoek naar...-reeks, waarvan ook een serie in België is uitgezonden, namelijk Op zoek naar Maria. Presentatie is in handen van Francesca Vanthielen, de jury bestaat uit Vera Mann, Stany Crets en Frank Van Laecke. De kandidaten worden begeleid door Veerle Dobbelaere, Ronny Mosuse en Lise Alexander. De eerste aflevering werd uitgezonden op 30 september; in de finale op 18 november werd door het publiek bepaald wie uiteindelijk de rol zal bemachtigen.

## Aanleiding
Omdat het musicalgenre erg populair is in Vlaanderen, ontstond bij Vlaamse Media Maatschappij (VMMa) het idee zelf een musical te produceren. Men besloot te volgen in de trend waarin nummers van een bepaalde artiest of muziekgroep worden gebruikt in een musical, zoals nationaal en internationaal eerder gedaan was in onder andere Mamma Mia! (met de nummers van ABBA), Zorro (o.a. Gipsy Kings) en We Will Rock You (Queen), door de nummers van Clouseau te verwerken in een fictief verhaal. Volgens VMMa lenen deze nummers zich perfect voor "deze eerste Vlaamse feelgood-musical". De band zelf was ook wel enthousiast te maken voor het project – daar Clouseau een rustpauze had ingelast, bood dit project een manier om de groep toch onder de aandacht te houden. Frank Van Laecke en Allard Blom, die eerder verantwoordelijk waren voor de musicalbewerking van Daens, tekenden voor het scenario. Van Laecke zal ook instaan voor de regie.
Het grootste gedeelte van de casting bleek al in mei 2011 rond te zijn en werden Deborah De Ridder, Ivan Pecnik, Maaike Cafmeyer en Mark Tijsmans voorgesteld als de eerste castleden. Later werden Marijn De Valck, Jeroen Maes, James Cooke en Anne Mie Gils aan de cast toegevoegd. Voor de cast wordt bewust gekozen voor een mix van gevestigd en nieuw musicaltalent, waaronder dus de winnaar van Domino, de zoektocht.

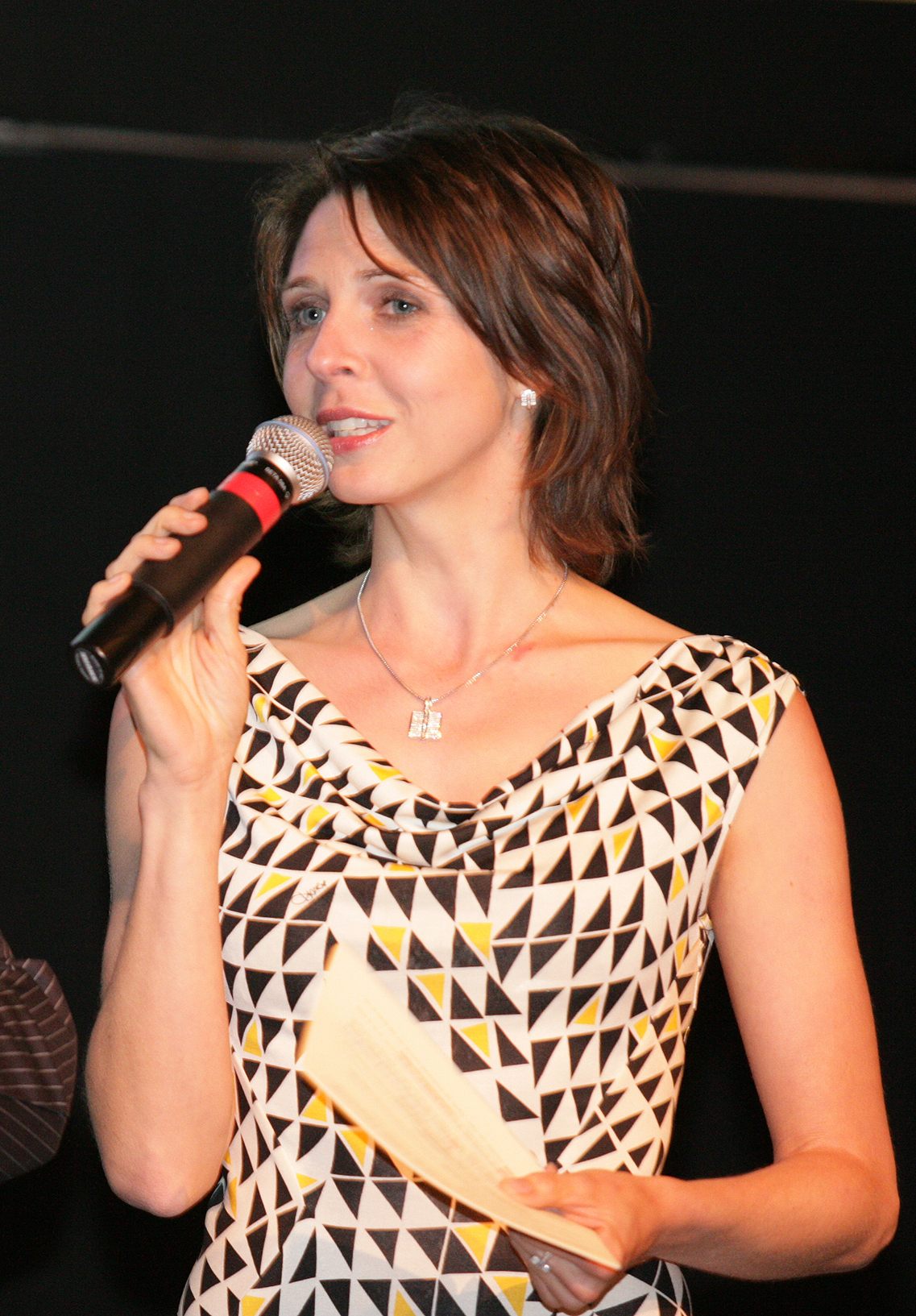
Presentatrice Francesca Vanthielen.

## Hoofdrol inDomino
In Domino, de zoektocht wordt gezocht naar de vertolker van het mannelijke hoofdpersonage in de musical Domino. Volgens presentatrice Francesca Vanthielen wordt er niet gezocht naar een lookalike of imitator van Koen Wauters, maar naar "een jonge, extraverte en dynamische kerel" die "uitstekend kan acteren en ook nog eens goed kan zingen". Volgens Ronny Mosuse, die de kandidaten begeleid op zangtechnisch gebied, wordt er gezocht naar iemand die kan zingen én geloofwaardig is als zanger. Daarnaast ligt de moeilijkheid van de nummers van Clouseau in de invulling die de kandidaten eraan geven "die Koen Wauters [moet doen] vergeten" en het lied eer aan doet. Regisseur Frank Van Laecke voegt hieraan toe dat de hoofdrolspeler "zeer integer" de rol moet kunnen spelen – een goed acteur die bovendien de nummers van Clouseau "haarfijn en bovendien loepzuiver moet kunnen zingen".
Men verwacht dat de winnaar van Domino, de zoektocht, ook wanneer in het geval van een onervaren acteur, deze zonder problemen zal worden opgenomen in de groep met meer ervaren (musical)acteurs en tevens veel van hen zal kunnen leren.

## Presentatie, jurering en coaching
De presentatie van Domino, de zoektocht is in handen van Francesca Vanthielen, die sinds de jaren 80 exclusief presenteert bij VTM. Zo verzorgde ze al de presentatie van Sterren op de Dansvloer, Sterren Dansen op het IJs en – in een samenwerking met RTL 4 – Dancing on Ice en het eerste seizoen van My Name Is.... Daarnaast is ze ook actief als actrice, met name in televisieseries; haar bekendste wapenfeit is Aspe, waarin ze van 2004 tot en met 2011 te zien was als Hannelore Martens. Even was er onzekerheid of Vanthielen het programma wel zou kunnen presenteren, omdat ze tijdens een val van haar fiets haar elleboog gebroken had.
De kandidaten zullen worden beoordeeld door een professionele jury, bestaande uit Vera Mann (musicalactrice, Mamma Mia!, Cats, Les Misérables, Stany Crets (acteur, Recht op Recht, Oud België, Debby & Nancy's happy hour) en Frank Van Laecke (regisseur en scenarist, Rembrandt, Camelot, Daens) – deze laatste zal tevens de musical regisseren. Zodra de eerste selectie is gemaakt, komen de coaches in beeld om de kandidaten verder te begeleiden middels workshops en technisch advies. De coaches zijn Veerle Dobbelaere (actrice, Recht op Recht, Rupel en Spoed), Ronny Mosuse (zanger-muzikant en muziekproducer) en Lise Alexander (danseres, bekend als deelneemster van So You Think You Can Dance).
Koen en Kris Wauters zullen "als een soort overkoepelend orgaan over de juryleden heen kijken" en hun voorkeur laten blijken op televisie om het publiek te doen stemmen voor hun favoriet. De broers werden tevens betrokken bij de zoektocht als extra begeleiders: zo hielp Kris Wauters de kandidaten met gitaar spelen en ging Koen Wauters met de kandidaten hardlopen, omdat een musical ook een goede conditie vergt.

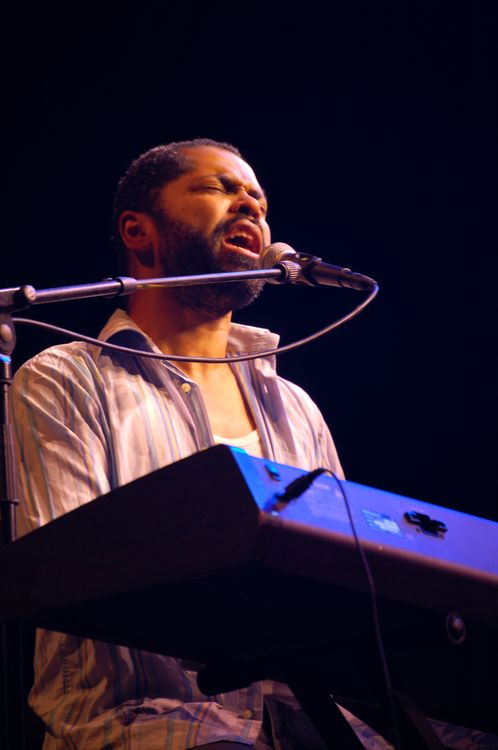
Ronny Mosuse, een van de coaches in Domino, de zoektocht, tijdens een optreden.

## Productiedetails
De auditie- en workshoprondes werden in de zomer van 2011 al opgenomen. Uitzending vindt plaats tussen 30 september en 18 november. Het programma, dat qua opzet lijkt op Op zoek naar Maria, zou acht uitzendingen gaan beslaan – waarvan drie liveuitzendingen. Er waren circa achthonderd inschrijvingen. Hieruit werden zeventig auditanten geselecteerd, van wie er slechts twaalf zullen worden begeleid door de coaches. Oorspronkelijk zouden zes van hen de liveshows halen, waarvan er drie in de finale zouden strijden voor de rol. Het programma werd door tegenvallende kijkcijfers ingekort tot vijf afleveringen, waarbij het aantal studioshows werd teruggebracht tot één, die enkele weken voor de uitzending werd opgenomen. De gaten die door het wegvallen van de andere liveshows in de programmering vallen, worden opgevuld door films.

## Programmaopzet
Domino, de zoektocht is opgedeeld in enkele fases, namelijk als volgt:
- Audities: in een eerste selectieronde worden de kandidaten door de jury en coaches beoordeeld in een acteerproef, waarin de kandidaten spelen aan de zijde van Clara Cleymans, Kim Hertogs of Darya Gantura.[22] Na de acteerproef gaan ze wel of niet door naar de zangproef, waarna de kandidaten wel of niet worden geselecteerd voor de driedaagse dans-, zang- en acteerstage.[19]
- Bootcamp: gedurende deze fase van de wedstrijdworden de kandidaten begeleid door de coaches en zullen hierbij grondig worden voorbereid op de rol in de musical.[17] De kandidaten krijgen workshops op het gebied van zang, dans en spel en moeten het geleerde meteen in de praktijk gaan brengen. Daarnaast geeft Kris Wauters een eerste aanzet in het aanleren van het gitaarspel dat de winnaar moet beheersen en zet Koen Wauters zijn visie omtrent lichamelijke conditie in relatie tot musical uiteen tijdens een hardloopsessie.
- Publieksproef: de kandidaten spelen een scène uit de musical My Fair Lady.[23]
- Juryexamen: voorafgaand aan het examen krijgen de kandidaten het scenario van de musical mee om volledig in te studeren en krijgen zij middels workshops extra sturing om te werken aan de persoonlijke invulling die de kandidaten geven aan het personage.[23] Tijdens het examen zal het geheugen en spel van de kandidaten worden getest: uit een reeks enveloppen trekken zij een scène uit de musical die zij met tegenspeelster Jasmine Jaspers zullen brengen.[24][25] Daarna wordt beslist wie van de kandidaten doorgaat naar de finale, een live studioshow.[26]
- Finale (studioshow): de finalisten zingen diverse nummers, waarna de jury uiteindelijk beslist wie de rol in de musical krijgt.[20][27]

## Kandidaten

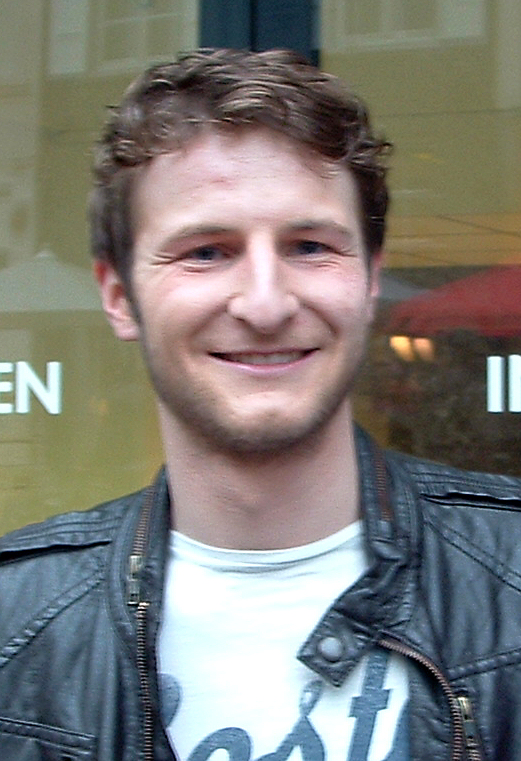
Alexander Metselaar won uiteindelijk de mannelijke hoofdrol in de musical Domino.

Onderstaande tabel is een overzicht van de twaalf kandidaten die de auditierondes doorkwamen.
| #  | Naam                    | Leeftijd | Woonplaats                        | Beroep / huidige studie                      | Musicalervaring                                                                                 |
| -- | ----------------------- | -------- | --------------------------------- | -------------------------------------------- | ----------------------------------------------------------------------------------------------- |
| 1  | Alexander Metselaar     | 21 jaar  | Sint-Andries (Brugge)             | Leerkracht                                   | Geen                                                                                            |
| 2  | Steven Roox             | 25 jaar  | Tilburg (Nederland) / Lanaken     | 4e jaar Muziektheater Conservatorium Tilburg | Sprookjesboom                                                                                   |
| 3  | Pieter Van Nieuwenhuyze | 27 jaar  | Amsterdam (Nederland) / Oostakker | Acteur, zanger                               | Nieuwe Efteling Sprookjesshow, Pinokkio, Les Misérables, Elisabeth, Dans der Vampieren, Oliver! |
| 4  | Jasper van Dijk         | 21 jaar  | Tilburg (Nederland)               | 3e jaar Muziektheater Conservatorium Tilburg | Grobbebollenshow                                                                                |
| 4  | Dries De Vleminck       | 23 jaar  | Brussegem                         | Begeleider / opvoeder                        | Geen                                                                                            |
| 4  | Lieven Pattyn           | 32 jaar  | Borgerhout                        | Acteur, regisseur, parttime opvoeder         | Geen                                                                                            |
| 7  | Koen Paredis            | 25 jaar  | Kessel-Lo                         | Kleuterleider / turnleraar                   | Geen                                                                                            |
| 7  | Pieter Van Keymeulen    | 26 jaar  | Haaltert                          | Acteur, muzikant                             | Geen                                                                                            |
| 9  | Pieter Van Keer         | 29 jaar  | Putte                             | Leerkracht                                   | Geen                                                                                            |
| 10 | Tom Dingenen            | 31 jaar  | Oelegem                           | Controleur vloeibare ladingen (scheepvaart)  | Geen                                                                                            |
| 10 | Maurice Cassiers        | 30 jaar  | Berchem                           | Acteur, muzikant, productieleider            | Geen                                                                                            |
| 10 | Tijs Lion               | 30 jaar  | Kalmthout                         | Grafisch vormgever                           | Geen                                                                                            |

## Ontvangst

### Professionals
Ronnie Commissaris, het hoofd van de musicalopleiding aan het Brusselse conservatorium, heeft niets tegen een programma als Domino, de zoektocht, mits het "echt een zoektocht naar talent wordt, en niet naar een one trick pony". Hij betreurt dat de indruk wordt gewerkt dat "ook amateurs een vak als mucial snel even onder de knie kunnen krijgen". Linda Lepomme, hoofd van de opleiding Musicaltheater aan de Dansacademie Fontys Hogeschool voor de Kunsten in Tilburg, voegt hieraan toe dat een dergelijke talentenjacht zelden een witte raaf oplevert. Een "lucky moment" tijdens de talentenjacht en de juiste uitstraling, is geen garantie dat iemand een hele voorstelling maandenlang kan dragen. Een gedegen begeleiding in de voorbereiding voor een rol levert geen allround musicalacteur op. Gekeken naar Op zoek naar Maria en soortgelijke talentenjachten blijkt dat "de ruwe diamant" het niet haalt van ervaren spelers. Voor de jonge, geschoolde musicalacteurs biedt hun deelname aan het programma kansen voor de toekomst, aangezien het werk schaars is in de Vlaamse musicalwereld. Veel Vlaamse musicalacteurs zoeken daarom ook naar werk in Nederland, omdat daar de markt groter is.

### Recensies
Televisietalentenjachten als Idool en X Factor worden vaak bestempeld als afzeiktelevisie en leveren in veel gevallen geen blijvend talent op. Televisieproducenten willen hierop inspelen door al voor de opnameperiode een selectie te maken in de groep auditanten – het recentste voorbeeld hiervan is het format The Voice. Ook Domino, de zoektocht lijkt hierop in te haken door het aantal auditanten al voor de eerste opnames te reduceren van achthonderd naar zeventig. Daarentegen heeft ook deze talentenjacht volgens Knack Focus te maken met de typische clichés van dergelijke programma's, specifiek bepaalde "typetjes" onder de kandidaten – "de arrogante kandidaat die over lijken gaat, de getalenteerde maar schuchtere zanger die uit zijn schulp moet komen...". Volgens De Standaard wil men in plaats van "uitlachtelevisie" liever kijken naar "hoe herkenbare, sympathieke mensen boven zichzelf uit kunnen stijgen om een ster te worden". De programmamakers "trekken schaamteloos partij voor de underdogs, in de wetenschap dat de Vlaming gewoontegetrouw hetzelfde zal doen", meent de recensent, met beelden van "goed gecaste 'ruwe diamanten'" die het opnemen tegen mensen met een theateropleiding die de workshops "met de vingers in de neus" doorstaan. Dit is volgens de krant "heel aandoenlijk" maar "volstrekt overbodige televisie".
De website Cutting Edge merkt op dat de auditie- en workshoprondes er in "sneltreinvaart" doorheen gejaagd worden, "alsof de makers alle ballast overboord wilden gooien om zo snel mogelijk naar de liveshows te gaan". Deze werkwijze zorgt ervoor dat "bepaalde kandidaten meer belicht werden dan anderen", wat het moeilijk maakt om te volgen. De recensent vraagt een betere balans tussen een goede vaart in het programma en het aanhouden van de spanning, omdat men het gewoon is "tijdens eender welke bekendmaking de resultaten te horen op een zenuwslopend trage manier". Het programma kan niet traag of slecht genoemd worden, omdat "er tijd in is gestoken en het degelijk gemaakt is". De website geeft het programma een score van vier op vijf en men hoopt dat de liveshows "van hetzelfde hoge niveau blijven". De recensie van Cutting Edge is opvallend tussen alle afkeuringen en lage kijkcijfers. Zo zegt Humo "na één aflevering eigenlijk al genoeg gezien [te hebben]" en De Standaard noemt het "een dooie boel", waarbij duidelijk is dat men het programma maakt om het programmaschema op te vullen tot de start van The Voice van Vlaanderen en om het publiek warm te maken voor de musical Domino. Dit draagt bij aan het algemene vermoeden dat Vlaanderen talentenjachten-moe is, omdat ook Idool, My Name Is... en So You Think You Can Dance minder scoren. Men verwacht dan ook lage cijfers voor de opkomende talentenjacht The Voice van Vlaanderen, de Vlaamse versie van het format dat internationaal veel succes kent. Anno 2012 blijkt dit niet zo te zijn. Elke week stemmen meer dan 900.000 kijkers af. De Morgen-columnist Patrick De Witte vraagt zich schertsend af of "bij een aantal kijkers de 'Koen Wauters en/of Francesca Vanthielen In Een Talentenjacht'-kaart gewoon vol [was] en ze nu een reeks [mogen] overslaan", omdat bij VTM Koen Wauters en Francesca Vanthielen doorgaans worden ingezet om een talentenjacht te presenteren – al dan niet samen – en zij allebei ook in dit programma te zien zijn.

### Kijkcijfers
De kijkcijfers waren vanaf het eerste moment erg laag. De eerste uitzending werd bekeken door 340.592 mensen. VTM plande de woensdag erop een onaangekondigde herhaling, die toch nog 200.108 kijkers wist te trekken. Volgens de zender waren dit grotendeels nieuwe kijkers die de eerste aflevering nog niet hadden gezien. VTM hoopte op een betere score bij de tweede aflevering, maar deze scoorde zelfs nog minder kijkers dan de eerste, namelijk 309.093.
Vanwege de tegenvallende kijkcijfers besloot VTM "om alle studioshows samen te ballen in één grote finale op vrijdag 18 november 2011". De studioshows die voorzien waren op 28 oktober, 4 en 11 november vervallen en daarmee zal de finale aanvangen met zes finalisten in plaats van de voorziene drie. De gaten in de programmering worden opgevuld door films, Soeur Sourire, Alles is Liefde en Funny People.
Opvallende reactie is die van Clouseau-frontman Koen Wauters. Hij wil zich "niet uitspreken over de kijkcijfers", maar merkt op dat iedereen heeft kunnen zien "dat het saai en traag was" en "niet inventief". Hij is er wel zeker van dat de musical wel succesvol wordt, "want het plaatje klopt".